# Gyeke
Gyeke (románul: Geaca) falu Romániában, Kolozs megyében, az azonos nevű község központja.

## Fekvése
A Mezőség belső részén, az ún. Tóvidéken fekszik, Kolozsvártól 60 km-re északkeletre. A D109C megyei úton közelíthető meg.

## Története
Árpád-kori település, első írásos említése 1228-ból maradt fenn. Nevének változatai: Gyeka (1228), Geke (1326), Gekekuta (1329), Kege (1332), Gywke (1455). Az újkorban többször Nagygyeke néven említik. Doboka, 1876-tól Kolozs vármegyéhez tartozott.
1213 előtt Simon bán birtoka volt, akitől Gertrudisz királyné meggyilkolásában való részvétele miatt II. András király elvette és a Tomaj nemzetségből való Dénes fia Dénes tárnokmesternek adta. 1329 előtt gazdátlan birtok volt, melyet László vajda egy ideig jogtalanul elfoglalva tartott, majd ő és fiainak hűtlensége miatt a király elvette tőlük és a Hontpázmány nemzetségbeli Bechend fia Ferenc fiának, Pogány István mesternek adta, cserébe Nyitra és Trencsén vármegyei birtokaiért.
1332-ben plébániatemploma volt. 1521-ben a Kácsik nemzetségbeliek, majd a Bánffy, a Gesztrágyi, Jankafi, Czegei Wass és más családoké volt. Lakossága a 16. században református lett, de a 18. században egyháza már csupán filia. A katolikus egyház a 18. században visszakapta a templomot, de az hívek nélkül állt az uradalom kertjében 1864-ig, amikor lebontották. 1702-ben éves vásár tartására szóló kiváltságot kapott. 1839-ben jobbágylázadás színhelye volt. A reformátusok 1846-ban Borgóprundról vásároltak egy fatemplomot, de csak 1861-ben állították fel. A mai református templomot 1897-ben építették. A falu 1940-ben a határ román oldalára került, ezért sok magyar lakosa költözött át a magyarországi Feketelakra és Melegföldvárra.
A Kornis családnak 1905-ben ménese volt itt. Az 1900-as években 21 román és magyar halász dolgozott a falu környéki tavakon. Az összefüggő Katonai-, Faluközi- és Gyekei-tavon vejszés és varsás rekesztéses és szigonyos halászatot űztek és úszós csukahoroggal horgásztak is. A kerítőhálós halászatot az egykori tóbérlő dunai halász Horvát Lőrinctől tanulták meg a helybeliek. Az állam 1948-ban lipován halászokat szerződtetett.
1880-ban 661 lakosából 458 volt román, 133 magyar és 69 egyéb (cigány) anyanyelvű; 435 ortodox, 137 református és 73 görögkatolikus vallású.
2002-ben 645 lakosából 597 volt román és 43 magyar nemzetiségű; 567 ortodox, 38 református és 29 adventista vallású.

## Látnivalók
- Az eklektikus Béldi-kastély 1800-ban épült. Alaprajza 17×11 méteres, főbejárata elé dór oszlopcsarnokot emeltek. Használaton kívül áll, állaga erősen leromlott.

## Képek

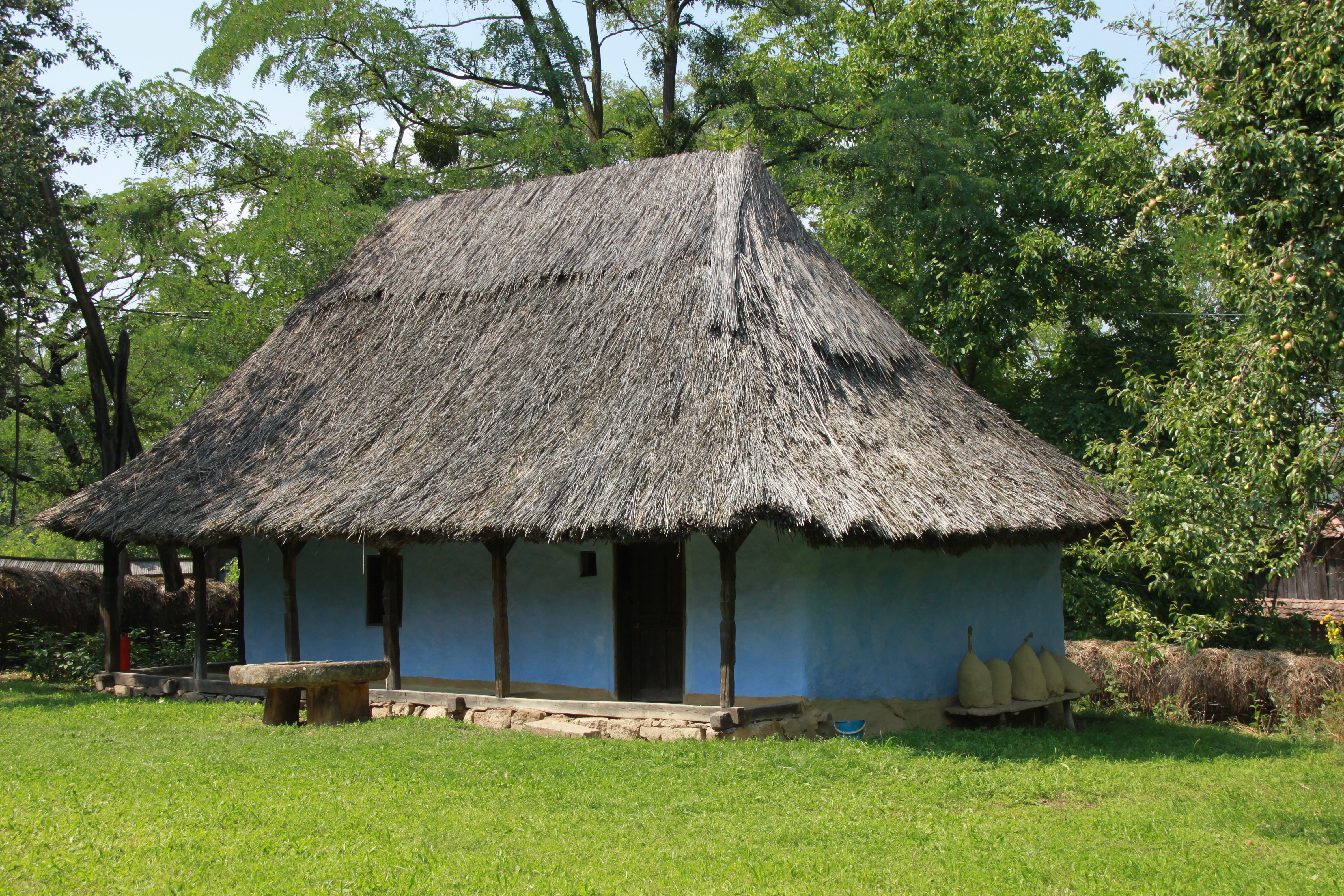
A 19. század második feléből való kétosztatú, tornácos gyekei parasztház a kolozsvári szabadtéri néprajzi múzeumban
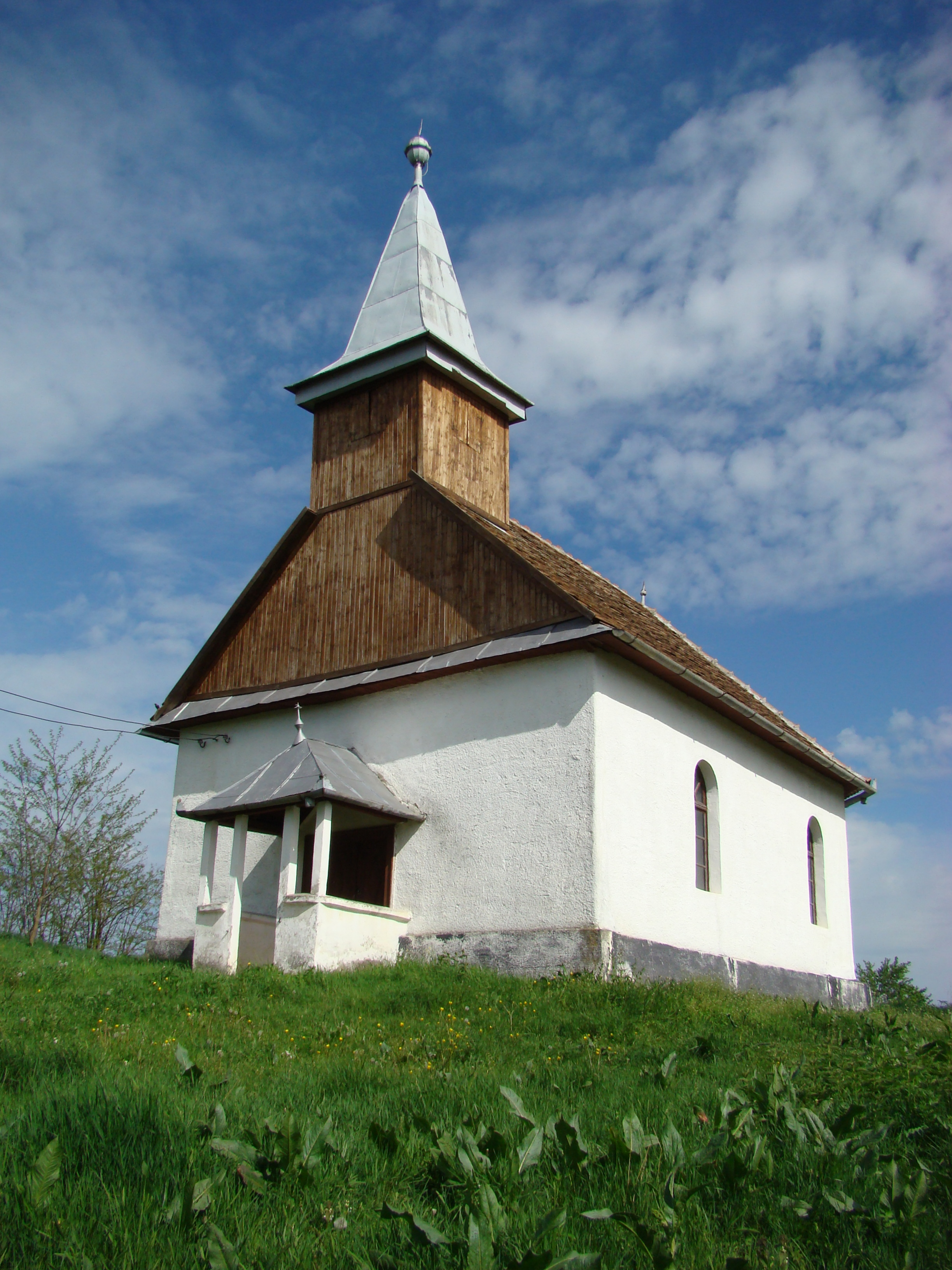
Református templom
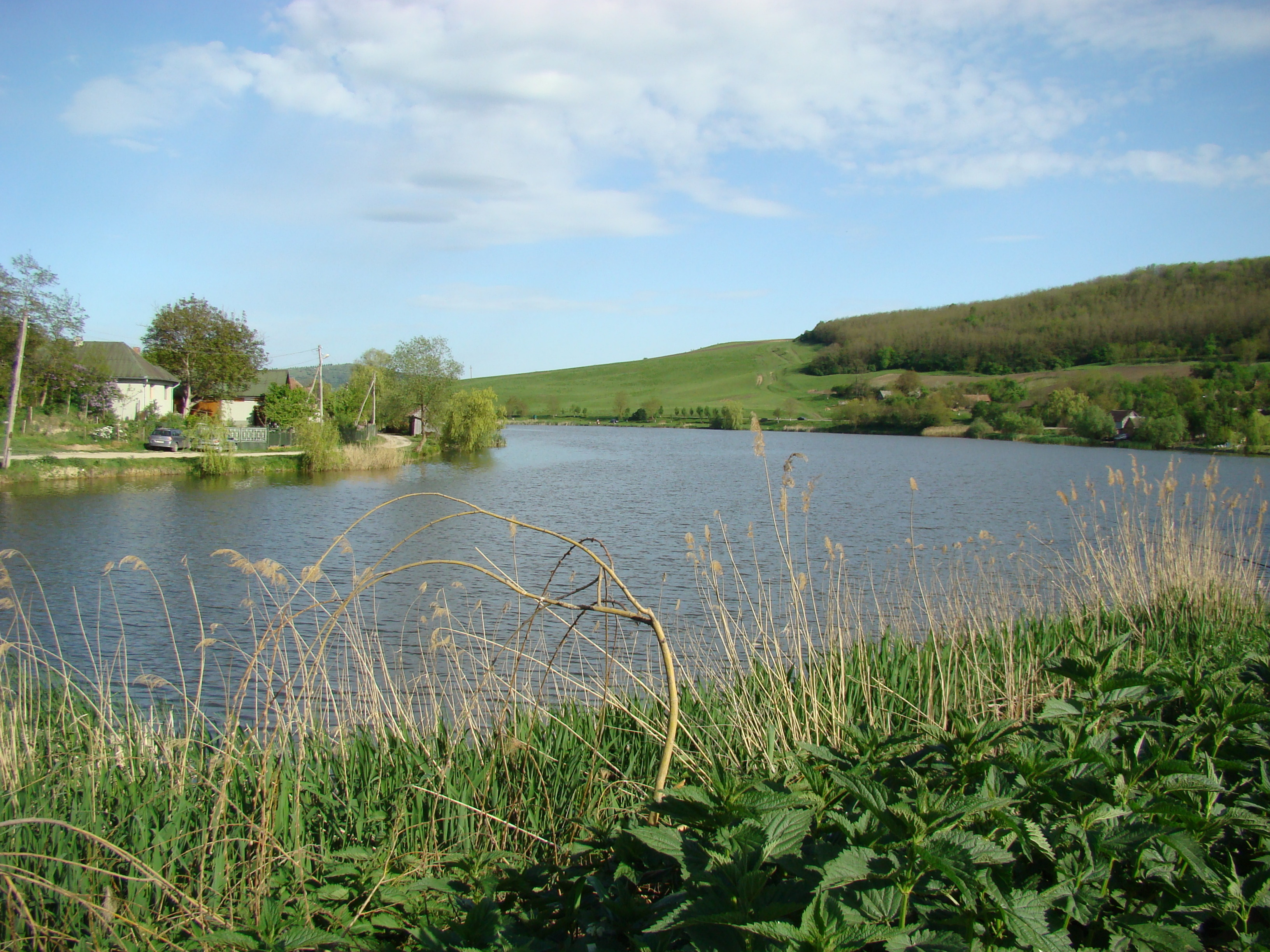
Szent Flórián-tó